# David Páez Picón
David Páez Picón (San Juan de la Frontera, 9 de desembre de 1975) és un ex-jugador d'hoquei patins argentí, vencedor de 49 títols amb el FC Barcelona. És germà del també jugador José Luis Páez.
Nascut a San Juan de la Frontera (Argentina) el 9 de desembre de 1975 s'inicià en el Concepción PC com a primer club, fins que l'any 1992 fitxà per l'equip italià del Roller Monza. Tres anys més tard, decidí abandonà l'entitat transalpina i signà contracte amb el CP Alcobendas. L'any 1997 s'incorporà al FC Barcelona, club que l'ha donat més títols i prestigi al llarg de la seva carrera esportiva, fins que l'any 2011 finalitzà el contracte amb l'entitat blaugrana. Posteriorment, fitxà pel Centro Valenciano, club esportiu de la seva ciutat natal. Paral·lelament, va disputar nombrosos partits amb la selecció arlequinada de l'Argentina, fins al punt d'haver conquerit el Campionat del Món "A" de 1999 i 2015. Amb quasi 40 anys, i a contrapronòstic, fou convocat a la selecció argentina per disputar el campionat del món i es va convertir en peça clau del seu equip en aquell torneig. Quan va l'equip argentí es proclamà vencedor del campionat, va decidir penjar els patins.
Páez no només va aconseguir trofeus d'equip, sinó que també pot presumir d'haver acumulat diferents premis individuals. Alguns d'aquests reconeixements són el Premi Clarín al millor jugador del Campionat del Món "A", disputat a la ciutat alemanya de Wuppertal l'any 1997, i el de jugador més destacat del Torneig Ciutat de Vigo i del  Campionat del Món "A" 2003.

## Palmarès

### Concepción PC
- 1 Lliga oficial (1991)

### Roller Monza
- 1 Recopa d'Europa
- 1 Lliga italiana

### FC Barcelona
- 8 Copes d'Europa (1999/00, 2000/01, 2001/02, 2003/04, 2004/05, 2006/07, 2007/08, 2009/10)
- 1 Copa de la CERS (2005/06)
- 2 Copes Intercontinentals (2006, 2008)
- 8 Copes Continentals (1999/00, 2000/01, 2001/02, 2003/04, 2004/05, 2005/06, 2006/07, 2007/08)
- 13 OK Lligues / Lligues espanyoles (1997/98, 1998/99, 1999/00, 2000/01, 2001/02, 2002/03, 2003/04, 2004/05, 2005/06, 2006/07, 2007/08, 2008/09, 2009/10)
- 6 Copes del Rei / Copes espanyoles (2000, 2002, 2003, 2005, 2007, 2011)
- 4 Supercopes espanyoles (2003/04, 2004/05, 2006/07, 2007/08)
- 3 Copes Ibèriques (1999/00, 2000/01, 2001/02)

### Selecció argentina
- 2 Campionats del Món "A" (1999 i 2015)